# Referèndum de devolució a Escòcia de 1979
El Referèndum escocès de 1979 va ser un referèndum post-legislatiu per decidir si hi havia prou suport, entre l'electorat escocès, a la creació d'una Assemblea escocesa tal com es proposava a la Scotland Act 1978. Aquesta fou una llei per a la creació d'una assemblea deliberativa per Escòcia. La llei establia una condició especial pel referèndum; per tal que la llei no fos rebutjada era necessari que almenys el 40% del total del cens electoral donés suport al Sí en el referèndum.
El resultat del referèndum fou d'un 51,6% de vots favorables a la proposta, que només representava el 32,9% del total del cens electoral, de manera que no es va superar la condició del 40% necessària perquè s'implementes la Scotland Act 1978. L'any 1997 va tenir lloc un segon referèndum amb un objectiu semblant. Aquest cop el Sí va guanyar i això va ser precedit de l'aprovació de l'Scotland Act 1998 i de la creació l'any 1999 del Parlament d'Escòcia amb tot un seguit de poders transferits.

## Resultat
El referèndum va tenir lloc l'1 de març de 1979. L'electorat va haver de votar sí o no a la pregunta: "El parlament ha decidit consultar l'electorat d'Escòcia sobre si cal aplicar l'Scotland Act de 1978 o no. Voleu que s'apliquin les disposicions de l'Scotland Act de 1978?"
| Sí: 1.230.937 (51,6%) | No: 1.153.500 (48,4%) |
| ▲                     |                       |

| Participació | Total vots |
| ------------ | ---------- |
| 63,8%        | 2.384.437  |

### Vots a cada àrea

Vots a cada àrea:
Si
No

| Àrea del Consell    | Vots pel Sí | Vots pel No | % Sí  | % No  |
| ------------------- | ----------- | ----------- | ----- | ----- |
| Borders             | 20.746      | 30.780      | 40,26 | 59,74 |
| Central             | 71.296      | 59.105      | 54,67 | 45,33 |
| Dumfries i Galloway | 27.162      | 40.239      | 40,30 | 59,70 |
| Fife                | 86.252      | 74.436      | 53,68 | 46,32 |
| Grampian            | 94.944      | 101.485     | 48,34 | 51,66 |
| Highland            | 44.973      | 43.274      | 50,96 | 49,04 |
| Lothian             | 187.221     | 186.421     | 50,11 | 49,89 |
| Orkney              | 2.104       | 5.439       | 27,89 | 72,11 |
| Shetland            | 2.020       | 5.466       | 26,98 | 73,02 |
| Strathclyde         | 596.519     | 508.599     | 53,98 | 46,02 |
| Tayside             | 91.482      | 93.325      | 49,50 | 50,50 |
| Western Isles       | 6.218       | 4.933       | 55,76 | 44,24 |
| TOTAL               | 1.230.937   | 1.153.500   | 51,62 | 48,38 |

Nota: